# 同盟の丘

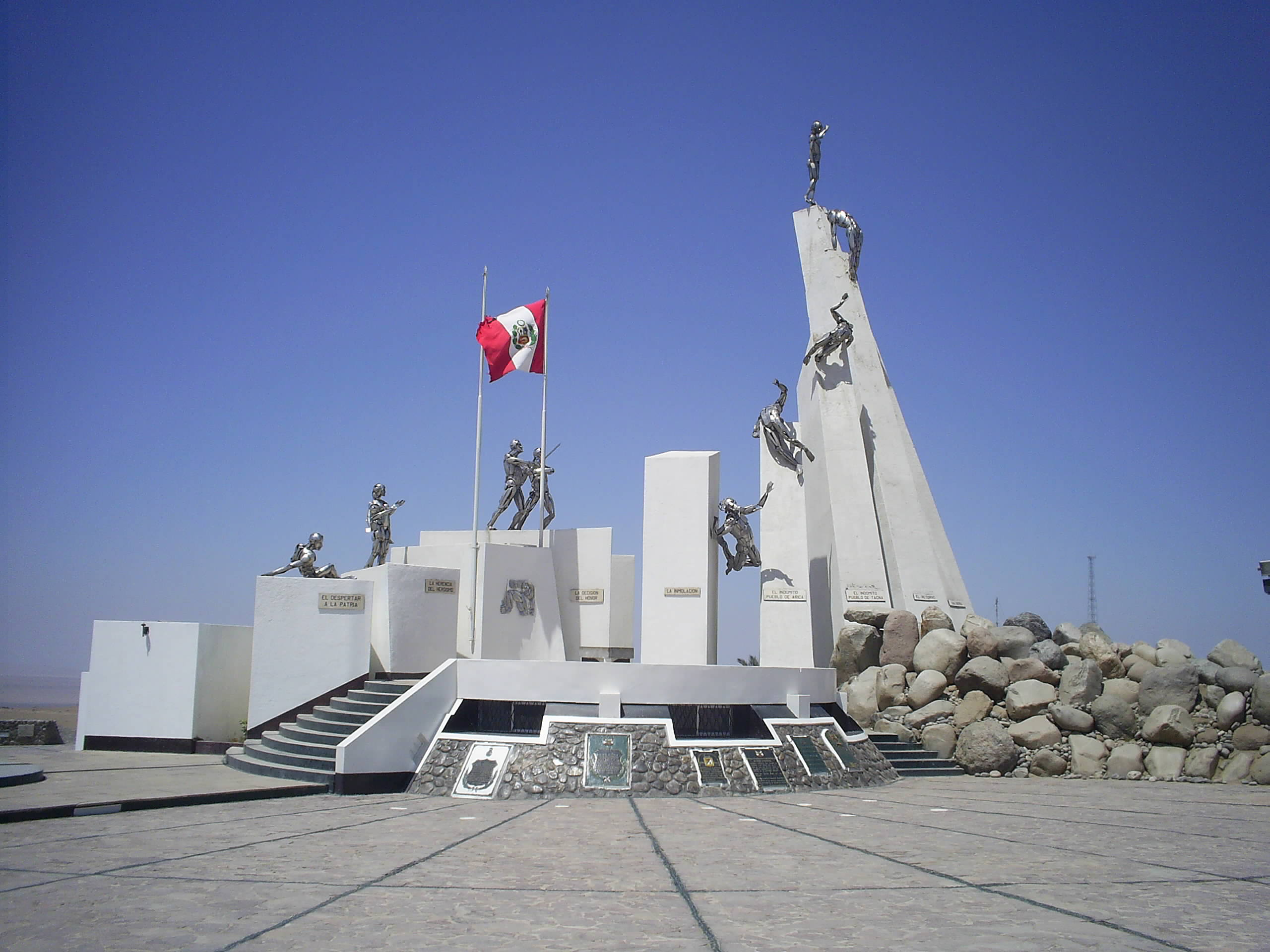
モニュメント

同盟の丘（どうめいのおか）はペルーのタクナ、同盟の丘地区にある。
タクナから北に8km、車で10分ほど離れた場所。
インティオルコ(tiorko)の丘の北西にある。
太平洋戦争（硝石戦争）当時戦場となり、この戦いは同盟の丘の戦いと呼ばれている。
1880年5月26日に行われた記録的な戦いに対する戦士たちへの敬意を表し、同盟記念碑が建てられた。
無名戦士の墓地もあり、大きな白い十字架が飾られている。
記念碑併設の博物館では当時の銃やサーベルなどの武器や制服、兵士の手紙などが展示されている。
- 博物館：8:00-17:00